# Русановское сельское поселение (Терновский район)
Русановское сельское поселение — административно-территориальная единица и муниципальное образование в Терновском районе Воронежской области.
Административный центр сельского поселения — село Русаново.

## Административное деление
В состав поселения входят:
- село Русаново,
- село Поляна.